# Lü Lun
Pour les articles homonymes, voir Lü.
Lü Lun (chinois 侶倫), de son vrai nom Lee Lam Fung (pinyin Li Linfeng), né en 1911 à Kowloon (Hong Kong), mort en 1988, est un écrivain chinois de Hong Kong.
Avec Huang Guliu (1908-1977), Lü Lun est l'un des écrivains représentatifs de la première période de la littérature de Hong Kong.

## Éléments biographiques
Il a participé à l'expédition du Nord au cours des années 1920. Après son retour à Hong Kong il commence une carrière d'écrivain en publiant dans les journaux locaux. Il travaille pour l'industrie du cinéma puis quitte la ville à l'arrivée des Japonais. Il est de retour à Hong Kong après la guerre.

## Œuvre
Son roman Qiong xiang est une description des conditions de vie misérables des habitants de Hong Kong après la guerre.

## Liste des œuvres
- Yongjiu zhi ge, 1948
- Lianqu erchongzou
- Qiongxiang (Le Quartier pauvre), 1952